# 이스토라 겔로라 붕 카르노

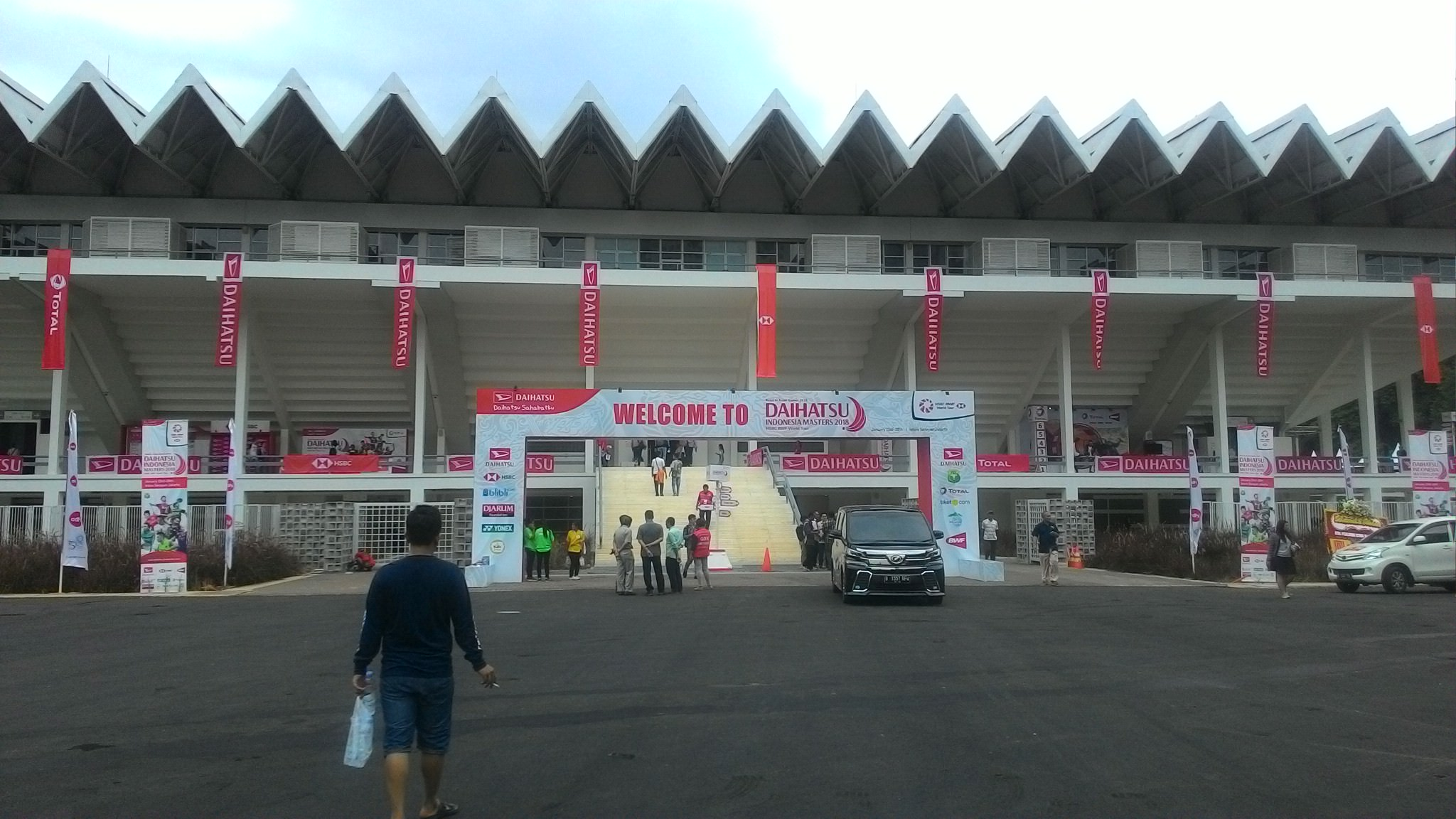
이스토라 겔로라 붕 카르노 (2018년)

이스토라 겔로라 붕 카르노 경기장(인도네시아어: Istora Gelora Bung Karno)은 인도네시아 자카르타의 겔로라 붕 카르노 스포츠단지에 위치한 실내경기장이다. 1960년 2월에 처음 완공되었으며, 2018년 리모델링 공사를 거쳐 재개장하였다. 리모델링 이후 관객 수용 규모는 7,110명이다. 보통 배드민턴 토너먼트 경기가 많이 열리는 곳이며, 1961년 토머스컵 대회를 유치하기도 하였다.
1962년 자카르타 아시안 게임에서 경기장으로 활용되었으며, 2018년 자카르타-팔렘방 아시안 게임에서도 배드민턴과 농구 종목 경기가 열린다. 재개장 직후 열린 대회는 2018년 인도네시아 마스터스 대회였다. 차후 인도네시아, 일본, 필리핀 3개국 공동으로 치러지는 2023년 FIBA 농구 월드컵에서 인도네시아 내 경기장으로 활용될 예정에 있다.

## 같이 보기
- 겔로라 붕 카르노 스포츠단지
- 겔로라 붕 카르노 스타디움
- 자카르타 국제 엑스포
- 자카르타 컨벤션 센터